# Cliff Morgan
Clifford Isaac „Cliff“ Morgan, OBE (* 7. April 1930 in Trebanog, Rhondda Cynon Taf, Glamorgan; † 29. August 2013) war ein walisischer Rugby-Union-Spieler, der als Verbinder eingesetzt wurde. Er war für die walisische Nationalmannschaft und die British Lions aktiv.

## Karriere
Morgan begann seine Spielerkarriere nach Ende des Zweiten Weltkriegs beim Cardiff RFC. 1951 wurde er erstmals in der Nationalmannschaft gegen Irland eingesetzt. Ein Jahr später gelang ihm mit Wales der Grand Slam bei den Five Nations. 1955 wurde er für die Südafrika-Tour der Lions nominiert und in allen vier Test Matches eingesetzt. Im ersten Test legte er auch einen Versuch. Am Ende der Tour wurde er zum besten Spieler gewählt.
Mit Beendigung seiner aktiven Karriere begann Morgan als Sportreporter im Fernsehen bei der BBC. Besonders bekannt als Kommentator wurde er 1973, als er das legendäre Spiel der Barbarians gegen Neuseeland und den Versuch durch Gareth Edwards kommentierte. BBC Wales zeichnete ihn 2007 für sein Lebenswerk aus.

## Erfolge
- British and Irish Lions: 1955
- Sieger Five Nations: 1952 (Grand Slam), 1956